# Craugastor longirostris
Craugastor longirostris es una especie de anuros en la familia Craugastoridae.

## Distribución geográfica y hábitat
Es endémica del este de Panamá, el oeste de Colombia y el oeste de Ecuador.

## Estado de conservación
Se encuentra ligeramente amenazada por la pérdida de su hábitat natural y la contaminación.